# Test di Schick

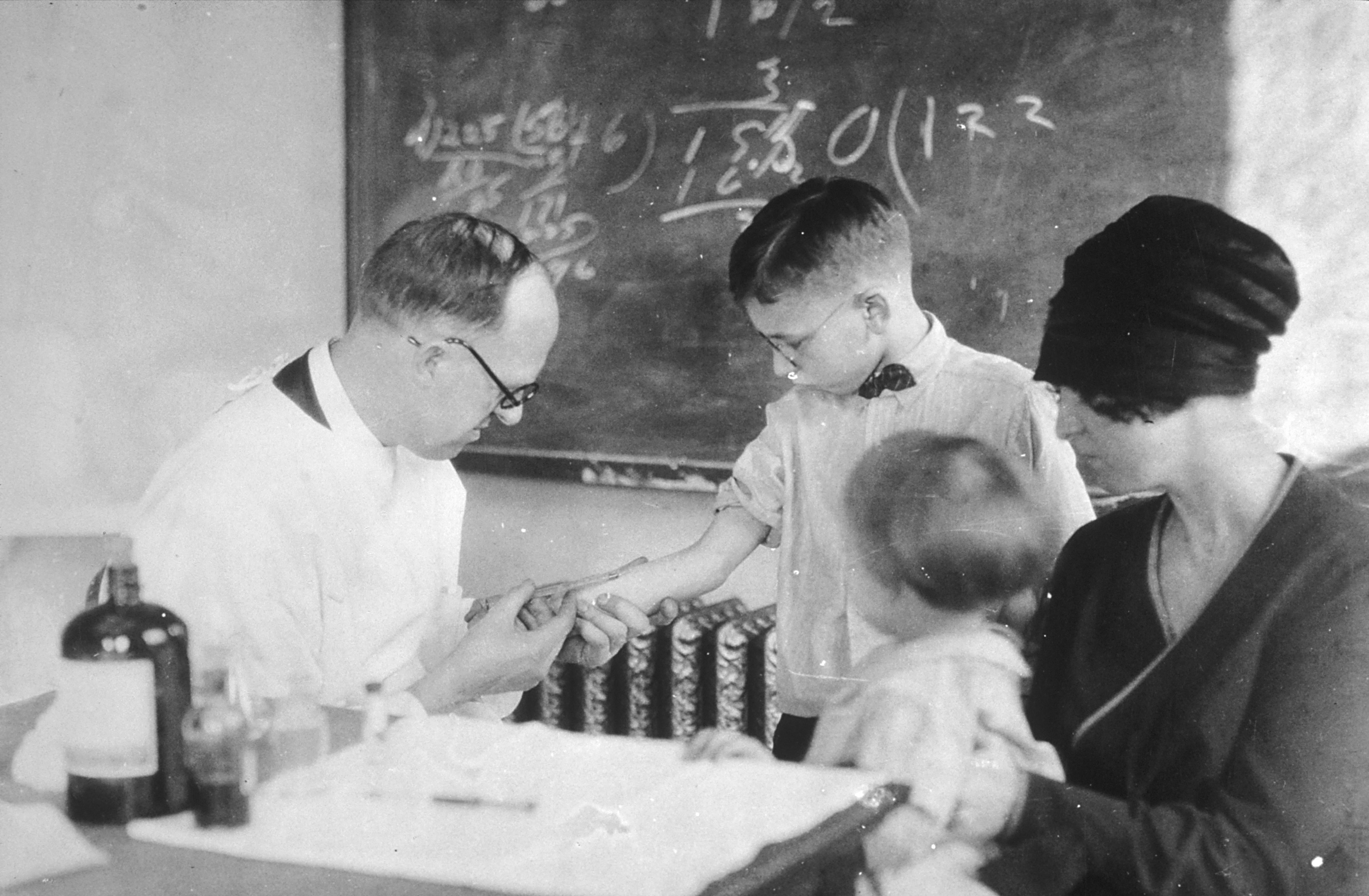
Un ragazzo viene sottoposto al test di Schick nel 1915.

La reazione di Schick (o test di Schick) è un test diagnostico utilizzato per valutare se un soggetto è immune nei confronti della tossina difterica. Il test è stato ideato dal pediatra austro-ungarico Béla Schick a Vienna nel 1912.

## Procedura
Il test consiste nell'inoculazione intradermica sulla faccia volare dell'avambraccio di 0,1 ml di soluzione contenente una quantità di tossina difterica pari ad un cinquantesimo della dose minima letale per una cavia di 250 grammi. I soggetti che possiedono anticorpi anti tossina difterica non manifesteranno alcun sintomo mentre i soggetti privi di tali anticorpi (soggetti non immuni) manifesteranno una lesione, circoscritta alla zona di inoculazione, che consiste nella formazione di una papula evidente con possibilità di una esigua zona necrotica.